# Élections législatives de 2007 en Haute-Corse
Les élections législatives françaises de 2007 se déroulent les 10 et 17 juin 2007. Dans le département de la Haute-Corse, deux députés sont à élire dans le cadre de deux circonscriptions.

## Élus
| Circonscription | Député sortant   | Parti | Parti | Député élu ou réélu     | Parti | Parti |
| --------------- | ---------------- | ----- | ----- | ----------------------- | ----- | ----- |
| 1re             | Émile Zuccarelli |       | PRG   | Sauveur Gandolfi-Scheit |       | UMP   |
| 2e              | Paul Giacobbi    |       | PRG   | Paul Giacobbi           |       | PRG   |

## Résultats

### Résultats au niveau départemental
| Parti                                           | Parti                             | Premier tour | Premier tour | Second tour | Second tour | Sièges |
| Parti                                           | Parti                             | Voix         | %            | Voix        | %           | Sièges |
| ----------------------------------------------- | --------------------------------- | ------------ | ------------ | ----------- | ----------- | ------ |
|                                                 | Union pour un mouvement populaire | 29 140       | 42,54        | 39 625      | 50,45       | 1      |
|                                                 | Majorité présidentielle           | 29 140       | 42,54        | 39 625      | 50,45       | 1      |
|                                                 |                                   |              |              |             |             |        |
|                                                 | Parti radical de gauche           | 25 165       | 36,74        | 38 911      | 49,55       | 1      |
|                                                 | Parti communiste français         | 3 204        | 4,68         |             |             | 0      |
|                                                 | Gauche parlementaire              | 28 369       | 41,42        | 38 911      | 49,55       | 1      |
|                                                 |                                   |              |              |             |             |        |
|                                                 | Régionaliste                      | 7 150        | 10,44        |             |             | 0      |
|                                                 | Front national                    | 1 577        | 2,30         | 0           |             |        |
|                                                 | Mouvement écologiste indépendant  | 1 051        | 1,53         | 0           |             |        |
|                                                 | Extrême gauche dont LO et SÉGA    | 835          | 1,22         | 0           |             |        |
|                                                 | Mouvement national républicain    | 372          | 0,54         | 0           |             |        |
|                                                 |                                   |              |              |             |             |        |
| Inscrits                                        | Inscrits                          | 111 915      | 100,00       | 111 920     | 100,00      | 2      |
| Abstentions                                     | Abstentions                       | 42 289       | 37,79        | 30 731      | 27,46       |        |
| Votants                                         | Votants                           | 69 626       | 62,21        | 81 189      | 72,54       |        |
| Blancs et nuls                                  | Blancs et nuls                    | 1 132        | 1,63         | 2 653       | 3,27        |        |
| Exprimés                                        | Exprimés                          | 68 494       | 98,37        | 78 536      | 96,73       |        |
| Source : Ministère de l'Intérieur - Haute-Corse |                                   |              |              |             |             |        |

### Résultats par circonscription

#### Première circonscription (Bastia)
| Candidat       | Candidat                    | Parti          | Premier tour | Premier tour | Second tour | Second tour |  |
| Candidat       | Candidat                    | Parti          | Voix         | %            | Voix        | %           |  |
| -------------- | --------------------------- | -------------- | ------------ | ------------ | ----------- | ----------- |  |
|                | Sauveur Gandolfi-Scheit élu | UMP            | 12 922       | 44,48        | 18 480      | 53,89       |  |
|                | Émile Zuccarelli sortant    | PRG            | 9 729        | 33,49        | 15 811      | 46,11       |  |
|                | Michel Stefani              | PCF            | 1 827        | 6,29         |             |             |  |
|                | Jean Graziani               | Régionaliste   | 1 826        | 6,29         |             |             |  |
|                | Jean-François Baccarelli    | MÉI            | 1 051        | 3,62         |             |             |  |
|                | Antoine Cardi               | FN             | 932          | 3,21         |             |             |  |
|                | Hélène Sanchez              | SÉGA           | 386          | 1,33         |             |             |  |
|                | Bernard Mattei              | LO             | 221          | 0,76         |             |             |  |
|                | Roseline Guez               | MNR            | 154          | 0,53         |             |             |  |
|                |                             |                |              |              |             |             |  |
| Inscrits       | Inscrits                    | Inscrits       | 51 544       | 100,00       | 51 549      | 100,00      |  |
| Abstentions    | Abstentions                 | Abstentions    | 21 870       | 42,43        | 15 685      | 30,43       |  |
| Votants        | Votants                     | Votants        | 29 674       | 57,57        | 35 864      | 69,57       |  |
| Blancs et nuls | Blancs et nuls              | Blancs et nuls | 626          | 2,11         | 1 573       | 4,39        |  |
| Exprimés       | Exprimés                    | Exprimés       | 29 048       | 97,89        | 34 291      | 95,61       |  |

#### Deuxième circonscription (Corte - Calvi)
| Candidat       | Candidat                    | Parti          | Premier tour | Premier tour | Second tour | Second tour |  |
| Candidat       | Candidat                    | Parti          | Voix         | %            | Voix        | %           |  |
| -------------- | --------------------------- | -------------- | ------------ | ------------ | ----------- | ----------- |  |
|                | Stéphanie Grimaldi          | UMP            | 16 218       | 41,11        | 21 145      | 47,79       |  |
|                | Paul Giacobbi sortant réélu | PRG            | 15 436       | 39,13        | 23 100      | 52,21       |  |
|                | Gilles Simeoni              | Régionaliste   | 5 324        | 13,5         |             |             |  |
|                | François-Xavier Riolacci    | PCF            | 1 377        | 3,49         |             |             |  |
|                | Élisabeth Martinelli        | FN             | 645          | 1,64         |             |             |  |
|                | Olivier Josué               | LO             | 228          | 0,58         |             |             |  |
|                | Geneviève Colonna d'Istria  | MNR            | 218          | 0,55         |             |             |  |
|                |                             |                |              |              |             |             |  |
| Inscrits       | Inscrits                    | Inscrits       | 60 371       | 100,00       | 60 371      | 100,00      |  |
| Abstentions    | Abstentions                 | Abstentions    | 20 419       | 33,82        | 15 046      | 24,92       |  |
| Votants        | Votants                     | Votants        | 39 952       | 66,18        | 45 325      | 75,08       |  |
| Blancs et nuls | Blancs et nuls              | Blancs et nuls | 506          | 1,27         | 1 080       | 2,38        |  |
| Exprimés       | Exprimés                    | Exprimés       | 39 446       | 98,73        | 44 245      | 97,62       |  |